# Nenad Erić
Nenad Erić (Požega, 26 de mayo de 1982) es un futbolista nacionalizado kazajo, nacido en Serbia, que juega de portero en el FC Astana de la Liga Premier de Kazajistán. Es internacional con la selección de fútbol de Kazajistán.

## Carrera internacional
Nenad Erić realizó su debut con la selección de fútbol de Kazajistán el 18 de febrero de 2015 ante la selección de fútbol de Moldavia.
Con la selección no volvió a jugar hasta 2018 cuando fue titular en la victoria de su selección por 2-3 frente a la selección de fútbol de Hungría. En junio del mismo año fue titular en otro amistoso, en este caso frente a la selección de fútbol de Azerbaiyán, logrando una nueva victoria con su selección, en esta ocasión por 3-0.
De esta forma, se fue haciendo con la titularidad en su selección, y pudo ser titular en los dos primeros encuentros de la Liga de las Naciones de la UEFA 2018-19 donde su selección perdió por 0-2 ante la de Georgia y empató a 1 frente a la de Andorra.

## Clubes
| Club                       | País       | Año         |
| -------------------------- | ---------- | ----------- |
| Sloga Požega               | Serbia     | 1999 - 2002 |
| FK Radnički Kragujevac     | Serbia     | 2002        |
| OFK Beograd                | Serbia     | 2002 - 2007 |
| FK Bačinci (cedido)        | Serbia     | 2003        |
| FK Mačva Šabac (cedido)    | Serbia     | 2004 - 2005 |
| FK Borac Čačak (cedido)    | Serbia     | 2006 - 2007 |
| FK Borac Čačak             | Serbia     | 2007 - 2008 |
| FC Sibir Novosibirsk       | Rusia      | 2008 - 2009 |
| FC Dinamo Barnaúl (cedido) | Rusia      | 2009        |
| FC Kairat Almaty           | Kazajistán | 2010        |
| FC Astana                  | Kazajistán | 2011 - Act. |

## Palmarés

### Astana
- Liga Premier de Kazajistán (3): 2014, 2015, 2016
- Copa de Kazajistán (1): 2012
- Supercopa de Kazajistán (2): 2011, 2015